# Capricornio (mitología)

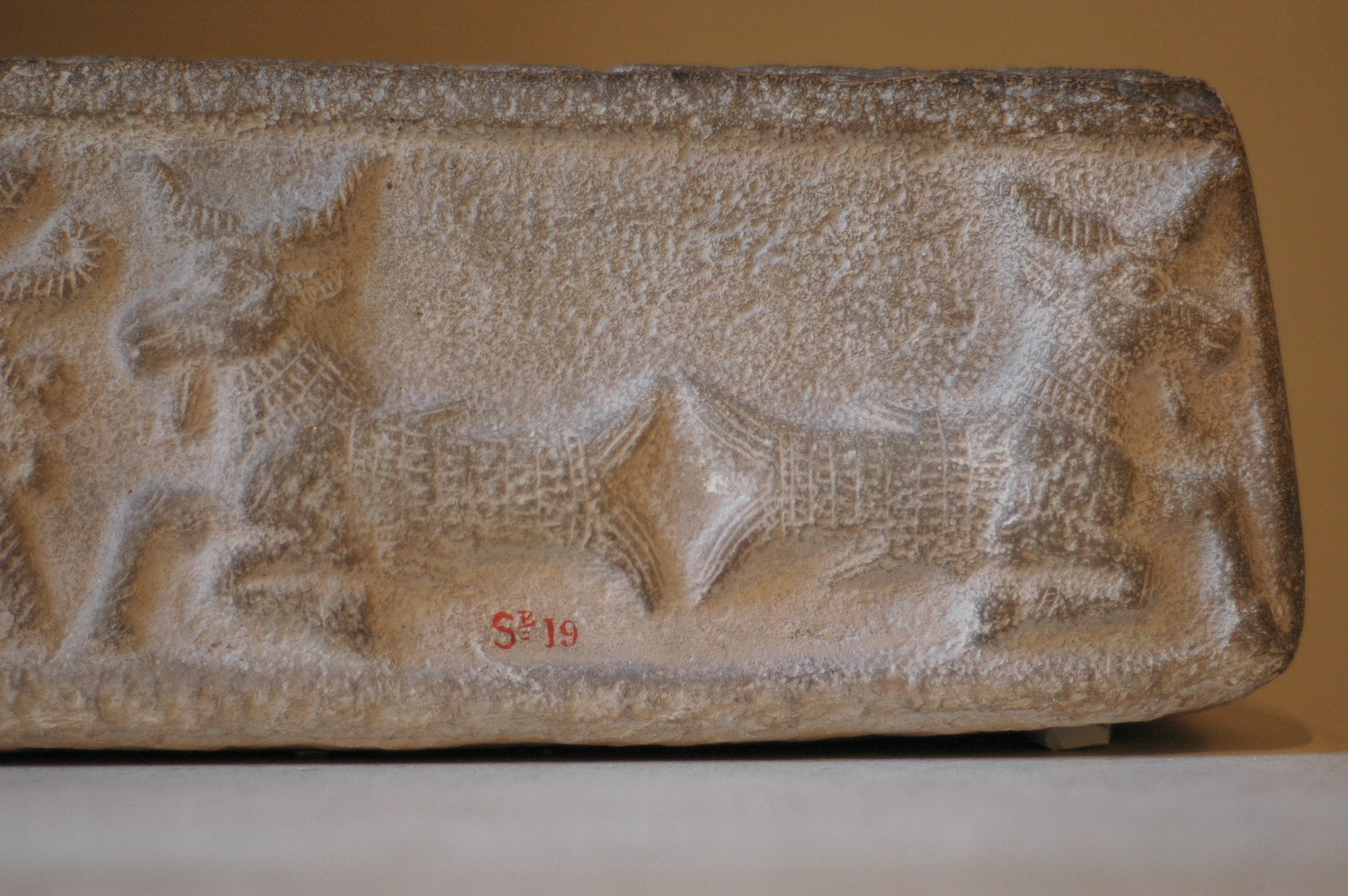
Bajorrelieve en un recipiente ceremonial para el culto del dios Ea, encontrado en Susa. Período elamita medio (1500-1100 a. C.).

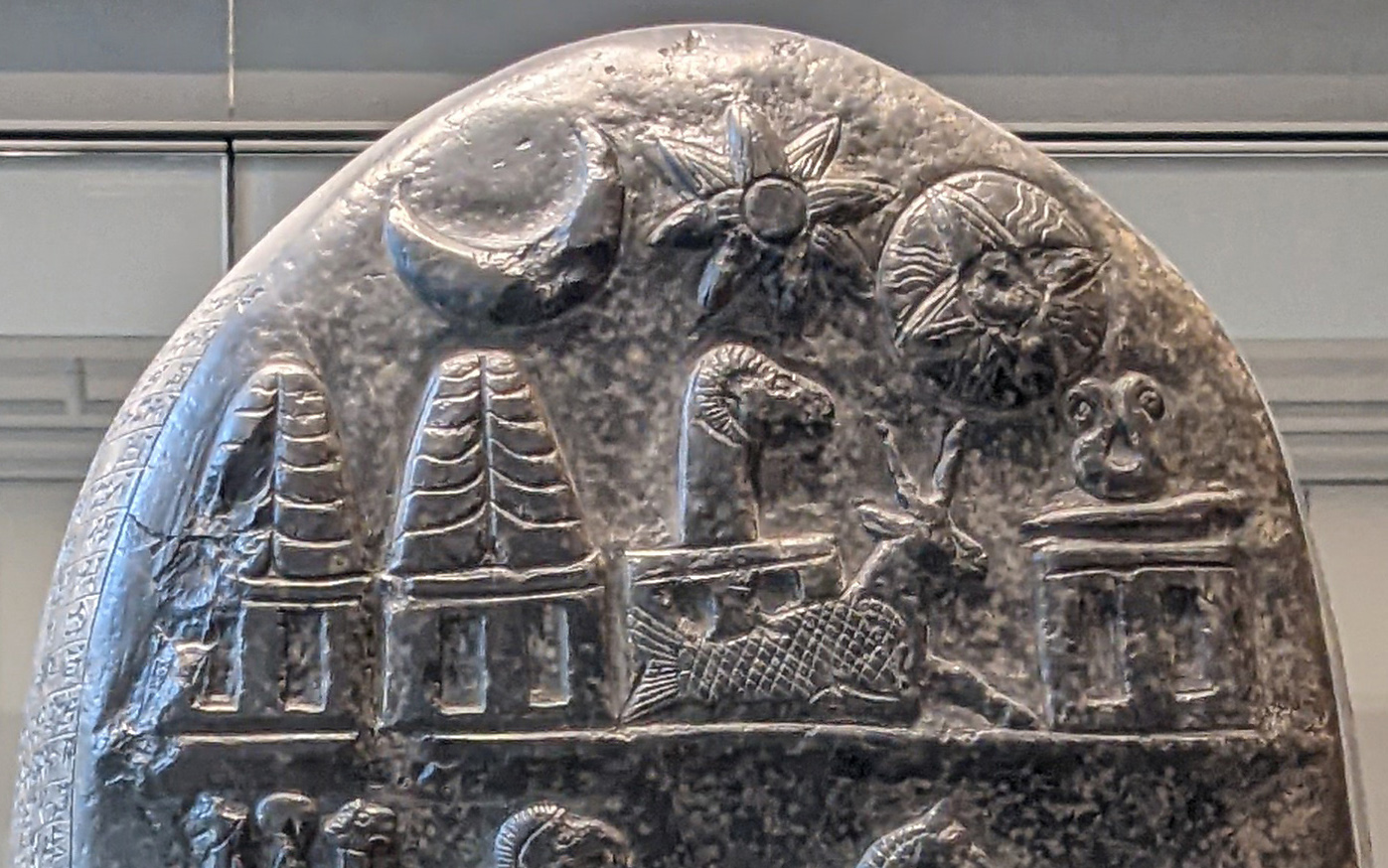
Kudurru de Meli-Shipak donde aparece un Shuhurmashu. Entre 1186 y 1172 a. C., Museo del Louvre.

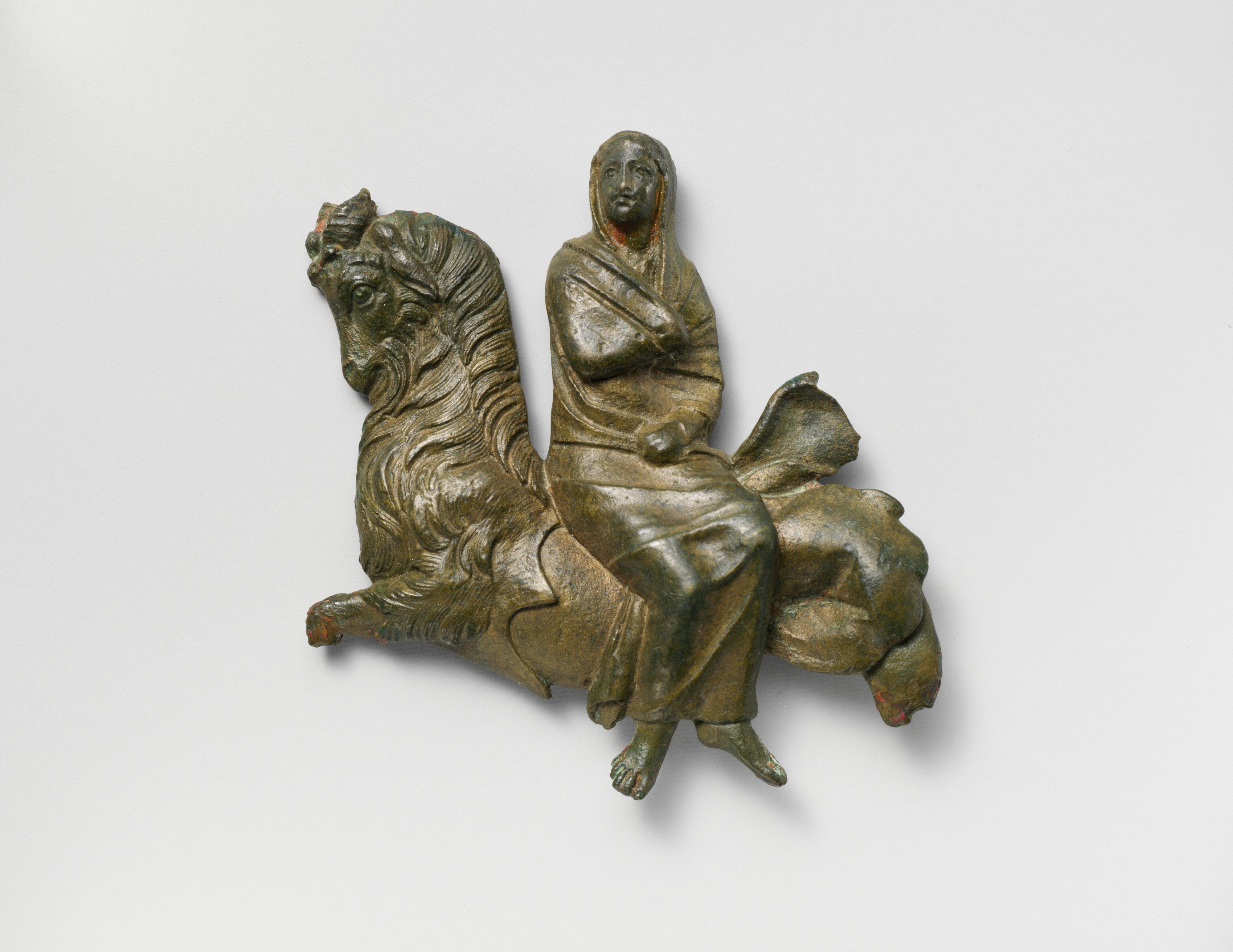
Relieve en bronce de una mujer velada montada sobre un pez-cabra, Grecia,.

El pez cabra, cabra pez, cabra marina, egócero o capricornio (en acadio: SUḪUR.MAŠ, Suḫurmāšu o Shuhurmashu), es un animal fantástico, cabra en su parte superior, pez en la inferior, presente en diversas mitologías. Es el antecedente del capricornio en las civilizaciones occidentales, y se le han atribuido la constelación de Capricornio y el signo del zodíaco.
En la simbología actual, la parte superior, suele representarse por una cabra rampante que sube lenta e inexorablemente la montaña en busca de metas cada vez más altas, representa el lado ambicioso del animal, que contrasta con el lado espiritual y sacrificado, simbolizado por el pez.

## Mitologías

### Mesopotamia
Las primeras representaciones de esta criatura híbrida aparecen en relación con el culto al dios sumerio Enki y su dominio sobre las aguas dulces abisales y primordiales (antes personificadas por Apsû), y más tarde, en el período acadio, conocido como Ea. En ambos casos, asociados principalmente con el agua y la sabiduría. A finales del III milenio a. C., su imagen de híbrido de cabra y pez suele estar representado en los sellos mesopotámicos.
En este segundo período acadio, esta criatura fue llamada Susḫurmāšu o Sujurmashu, literalmente 'carpa-cabra' o 'carpa-carnero'.
También se la considera que tiene una función de genio protector. Su leyenda proviene del rebeco (Rupicabra capricornus), cuando los sumerios se sorprendieron al ver una 'cabra' capaz de nadar con facilidad para cruzar lagos de montaña, dando origen así al mito del pez-cabra.

### Antigua Grecia
La interpretación griega de la cabra marina procede de la introducción del zodíaco babilónico como sistema de símbolos celestiales que influyen en los asuntos humanos, desde Mesopotamia a la antigua Grecia en el siglo V a. C.. Es un intento de codificar la constelación de Capricornio dentro del panteón griego. En la cultura religiosa de los antiguos griegos, varios mitos están ligados a este animal mitológico. La leyenda dice que Zeus, para honrar a la cabra Amaltea, su nodriza, la transformó en la constelación de Capricornio.
Pero la narración más extensa sobre el catasterismo de Capricornio y la bestia híbida es la que sigue. Se dice que este signo se asemeja a Egipán, a quien Zeus quiso poner entre las constelaciones porque se nutría de él, igual que puso Amaltea, su cabra nodriza. Eratóstenes dice que cuando Zeus atacó a los titanes, se dice que Pan emitió un alarido que produjo semejante espanto que desde ese momento, a partir del nombre de Pan, se llamó la palabra «pánico» (panikos). La parte inferior de su cuerpo tiene forma de pez porque también lanzó contra el enemigo crustáceos en lugar de piedras. Los sacerdotes egipcios y algunos poetas cuentan que una vez, cuando muchos dioses se habían reunido en Egipto, de repente Tifón, un monstruo extremadamente feroz y enemigo mortal de los dioses, llegó a ese lugar. Aterrorizados por él adoptaron formas de animales para escapar y no ser vistos. En ese mismo momento, dicen, Pan se arrojó al río, convirtiendo la parte inferior de su cuerpo en un pez y el resto en una cabra, y así escapó de Tifón. Zeus, admirado de su astucia, colocó su imagen entre las constelaciones.
Imágenes halladas en Afrodisias, incluyen monedas del siglo III, con la representación de la diosa Afrodita montada en una cabra marina.

### Antigua Roma

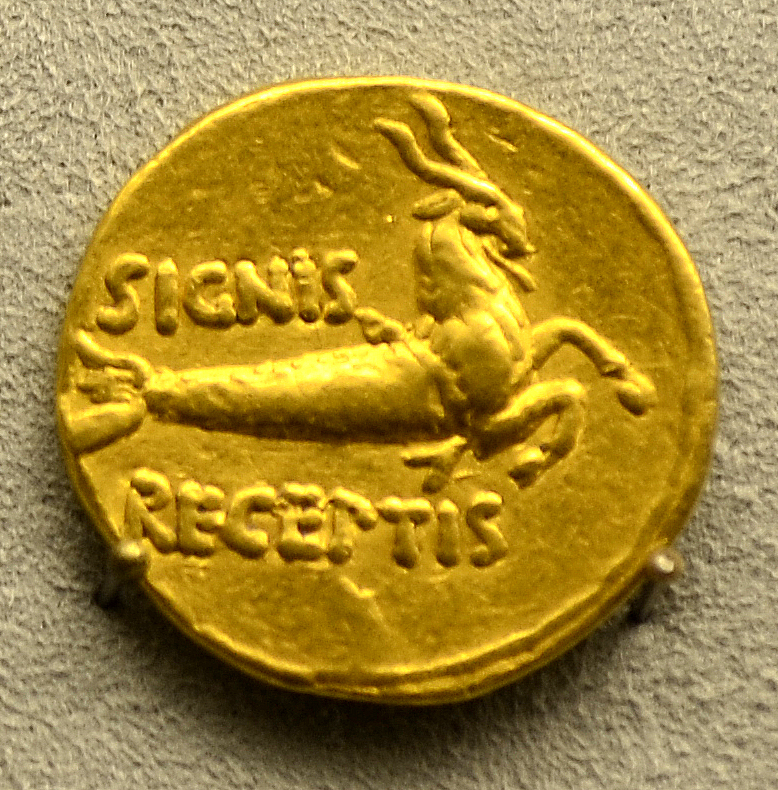
Capricornio representado como una cabra marina en un Áureo augusteo, 17-18 a. C.

El escritor y general romano Germánico (15 a. C.-19), al hacer una traducción libre del Phainomena del griego  Arato, asoció a Capricornio con una criatura híbrida de cabra con cola de pez llamada Egipán, hermano de leche de Júpiter. Egipán descubrió un instrumento musical —la caracola— que utilizó en la lucha de los dioses contra los gigantes atemorizándolos. Como recompensa, Zeus lo colocó entre las estrellas como la constelación de Capricornio. Germánico también asoció el signo al emperador Augusto.
Capricornio fue el símbolo de numerosas legiones romanas. Símbolo único en el estandarte de la Legio II Augusta, escrita Legio II Avgvsta según la ortografía latina (Segunda Legión Augusta) y uno de los símbolos de:
- Legio I Adiutrix, escrito Legio I Adivtrix (Primera Legión Cooperante).
- Legio II Adiutrix Pia Fidelis, escrita Legio II Adivtrix Pia Fidelis (Segunda Legión Cooperante Leal y Fiel.[11]
- Legio II Italica (Segunda Legión Itálica).[11]
- Legio III Augusta, escrita Legio III Avgvsta (Tercera Legión Augusta).[11]
- Legio IIII Macedonica, también escrita Legio IV Macedonica (Cuarta Legión Macedónica).[11]
- Legio IIII Scythica, también escrita Legio IV Scythica (Cuarta Legión Escita).[11]
- Legio XIIII Gemina, también escrita Legio XIV Gemina (Decimocuarta Legión Gemela).[11]
- Legio XX Valeria Victrix (Vigésima Legión Valeria Victoriosa).[11]
- Legio XXI Rapax (Legión Vigésima Primera Depredadora).[11]
- Legio XXII Primigenia (Legión Vigésima Segunda Primigenia).[11]
- Legio XXX Ulpia Victrix, escrita Legio XXX Vlpia Victrix (Legión Trigésima Ulpia Victoriosa).[11]

### Antiguo Egipto
Llegó a Egipto a través de influencias griegas y romanas durante los períodos ptolemaico y romano (siglo III a. C. al siglo V), donde aparece en techos de templos, monedas y tapas de ataúdes.

### Tradición judía
En la historia oral judía y agadá se mencionan las cabras marinas, al menos en dos relatos. Según el primero y más extenso, entre los peces fantásticos había cabras marinas y delfines. Se cuenta que un día todas las criaturas del mar debían ofrecerse al monstruo Leviatán. Un marinero encontró una vez una cabra marina en alta mar. En sus cuernos estaban grabadas las palabras:
"Soy un pequeño animal marino, pero he atravesado trescientos parasangas para ofrecerme como alimento al Leviatán".